# L'anatra all'arancia
L'anatra all'arancia  (pt: Pato com Laranja) é um filme italiano de 1975, dirigido por Luciano Salce, baseado na peça de teatro  de William Douglas-Home e Marc-Gilbert Sauvajon.
Estreou em Portugal a 1 de Julho de 1976.

## Sinopse
Livio e Lisa Stefani são um casal em crise, depois de dez anos de vida conjugal, recheados de aventuras extra-matrimoniais. Mas Lisa apaixona-se pelo francês Jean-Claude e quer ir viver para França. Livio fica cheio de ciúmes mas, em vez de reagir violentamente, adopta uma atitude mais calma: convida a mulher a passarem juntos um fim de semana, na sua casa junto ao mar, convidando Jean-Claude, de quem pretende tornar-se amigo. Lisa não pode negar o convite, mas Livio aproveita para levar a sua desinibida secretária (e amante), Patty.

## Elenco
- Ugo Tognazzi - Livio Stefani
- Monica Vitti - Lisa Stefani, esposa de Livio
- Barbara Bouchet - Patty, secretaria e amante de Livio
- John Richardson - Jean-Claude, amante de Lisa
- Sabina De Guida - Cecilia, empregada do casal Stefani
- Antonio Allocca - Carmine, empregada do casal Stefani

## Censura na Televisão Portuguesa
- Este filme foi o primeiro filme erótico a ser transmitido na televisão portuguesa, mas motivou o maior escândalo de censura televisiva de sempre depois do fim do Estado Novo, provocado pelo golpe de estado do 25 de Abril de 1974.
- Este filme foi transmitido pela primeira vez na RTP1, na celebérrima «Noite de Cinema», transmitido na quarta-feira, dia 21 de Setembro de 1983, às 20 e 35, em pleno horário nobre. Estava para ser exibido nesse dia o filme «Longe da Multidão», realisado por John Schlesinger, com Terence Stamp e Julie Christie, mas uma alteração à grelha de programação originou a substituição do mesmo filme.
- Quando o filme foi para o ar, precisamente a seguir ao "Telejornal", às 20 e 35, num horário em que todas as famílias viam a televisão, chegaram à redacção da RTP, no meio da emissão, 11 telefonemas de telespectadores revoltados, a insultarem o filme devido às cenas de nudez que apareceram durante o filme, e a exigirem que o filme fosse retirado do ar imediatamente.
- Poucos minutos depois, o Presidente da Administração da RTP, o Sr. João Palma Ferreira, ficou tão chocado com uma actriz em biquini e ligou para os estúdios do Lumiar da RTP, exigindo e ordenando ao Director de Programas da RTP1 que o filme fosse retirado do ar imediatamente, ordem que foi feita sob ameaça. E de facto, foi o que aconteceu. A rodagem do filme estava a meio e de repente cortaram a transmissão. Houve uns longos minutos em que a RTP1 não emitiu nada, nem miras técnicas nem outro programa qualquer, somente se exibiu uma "negra" (diapositivo negro). Foi um dos maiores "apagões" da história da TV portuguesa.
- Depois, apareceu nos ecrãs o próprio Presidente do Conselho de Administração da RTP, que leu um comunicado da Direcção a pedir as mais sinceras desculpas aos senhores telespectadores, devido ao facto de terem emitido um filme com conteúdos de nudez, cujas imagens chocaram a sensibilidade dos mesmos e eram encarados pela RTP como uma afronta à moral e aos bons costumes.
- No dia seguinte, vários foram os que se manifestaram contra este caso, que se tornou num assunto político sério, pois foi tema de um debate na Assembleia da República. De imediato, abriu-se um inquérito para apuramento de quem determinou a emissão do filme, para que o mesmo fosse gravemente penalizado. Mas toda a oposição ao Governo manifestou-se contra o inquérito e afirmou grande indignação perante este caso de censura explícita, e exigiram ao Governo a demissão imediata do Presidente da Administração da RTP e do Ministro da Comunicação Social, que chegou a ter "a cabeça a prémio".
- Considerando as consequências do seu acto, para evitar mais problemas, o Presidente da Administração da RTP demitiu-se do cargo, mas o seu nome nunca mais deixaria de estar ligado ao escândalo que o filme originou. E depois disso, a RTP nunca mais emitiu um filme do género até ao ano de 1991, quando aconteceu a exibição dos filmes «A Lei do Desejo» de Pedro Almodóvar, e «O Império dos Sentidos» de Nagisa Oshima.

## Ligações Externas
Pato com Laranja. no IMDb. 